# Antena aperturowa
Antena aperturowa – antena charakteryzująca się pewną wyróżnioną powierzchnią zwaną aperturą, czyli powierzchnią, przez którą przechodzą fale z i do przestrzeni. Najczęściej stosowanymi aperturami są: apertura prostokątna, apertura kołowa.
Wzór na kierunkowość (zysk kierunkowy) anten aperturowych:
{\displaystyle D={\frac {4\pi }{\lambda ^{2}}}A_{max},}
gdzie:
- {\displaystyle \lambda } – długość fali,
- {\displaystyle A_{max}} – apertura maksymalna.

## Typy anten aperturowych
- antena paraboliczna
- antena tubowa